# Ökomarketing
Das Ökomarketing, Umweltschutzmarketing oder auch ökologieorientiertes Marketing (Green Marketing) ist eine Ausprägung des Societal Marketings. Häufig fällt in diesem Zusammenhang auch der Begriff des Sustainable Marketings. Ökomarketing hat es zum Ziel, bei der Planung, Koordination, Durchsetzung und Kontrolle aller absatzmarkt-bezogenen Transaktionen eine Vermeidung und Verringerung von Umweltbelastungen zu bewirken. Hierbei nimmt das Unternehmen die Wünsche und Bedürfnisse aktueller und potenzieller Kunden auf und integriert sie in sein Umweltmanagement.
Das Ökomarketing lässt sich nicht allein auf Marketing für umweltfreundlichere Produkte und Unternehmen reduzieren. Vielmehr hat das es zur Aufgaben, den Kunden über Produktqualitäten, Produktanwendung, -pflege, -entsorgung oder -reparatur aufzuklären. Ökomarketing richtet sich hierbei noch stärker an den langfristigen Kundennutzen und die Glaubwürdigkeit des Unternehmens. Im Rahmen der Kundenaufklärung kommen beim Ökomarketing auch Influencer zum Einsatz, die einen besonderen Fokus auf Nachhaltigkeit legen. Diese werden auch als Sinnfluencer bezeichnet.

## Kundenansprüche
Der Anspruch des Kunden an qualitativ hochwertige und umweltfreundliche Produkte hat sich in den letzten Jahren erhöht. So seien die Kunden sogar bereit, für Bioprodukte bis zu einem Zehntel mehr zu zahlen.

## Rechtliche Voraussetzungen

### EU-Zertifizierung
Für die Etikettierung von Produkten mit den Namen "bio" oder "öko" werden von der EU strenge Richtlinien gestellt. So soll die Glaubwürdigkeit der Umweltwerbung erhöht werden.

## Kritik
Berücksichtigt Ökomarketing (relevante) Umweltentlastung über den gesamten Produktlebenszyklus und umweltschonende Unternehmen, so gibt es demgegenüber auch negative Beispiele des Ökomarketings.

### Pseudoökologische Marketing
Diese Marketingform nutzt ökologische Argumente in seiner Werbung, ohne wirklich ein umweltorientiertes Produkt anzubieten.

### Verkürztes Ökomarketing
Hierbei reduzieren sich die ökologischen Ansätze nur auf Teilbereiche und nicht auf den gesamten Produktlebenszyklus.

### Greenwashing
Greenwashing bezeichnet PR-Methoden, die versuchen einem Unternehmen ein "grünes", verantwortungsvolles und umweltfreundliches Image zu verleihen ohne, dass dies auf die betreffenden Unternehmen zutrifft.